# 聖ウルスラの殉教 (カラヴァッジョ)
『聖ウルスラの殉教』（せいウルスラのじゅんきょう、伊: Martirio di san'Orsola、英: The Martyrdom of Saint Ursula）は、17世紀イタリア・バロック期の巨匠ミケランジェロ・メリージ・ダ・カラヴァッジオが1610年にキャンバス上に油彩で制作した絵画で、画家が2度目に滞在したナポリで最後に描いたことが確実な作品である。かつては別の画家の作品と見られたが、1980年に新資料が発見され、カラヴァッジオの作品であることが判明した。ヤコブス・デ・ウォラギネの『黄金伝説』に叙述される聖ウルスラの殉教を主題としている。作品は、1973年、イタリア商業銀行 (現在のインテーザ銀行) に購入され、現在、ゼバッロス・スティリアーノ宮殿 (ナポリ) に所蔵されている。

## 歴史
1954年、カラヴァッジオ研究者フェルディナンド・ボローニャがサレルノ近郊で本作を見つけ、カラヴァッジオの作品であると考えた。しかし、この絵を見た研究者ロベルト・ロンギは、バルトロメオ・マンフレディの作品だと見なした。1963年に、この絵画はナポリの展覧会でマッティア・プレーティの『寓意的主題』とされ、1973年にイタリア商業銀行が購入した時も、プレーティの作品と考えられていた。翌年、研究者ミーナ・グレゴーリがカラヴァッジオによる「おそらく聖女の殉教を描いた作品」として広く紹介したが、賛同する研究者は少なかった。ところが、1980年に発見された資料で、本作はカラヴァッジオの真作であることがわかった。
発見された資料は2通の手紙と船荷証であった。それらによれば、本作はジェノヴァのマルカントニオ・ドーリアの注文で描かれ、1610年5月上旬に完成した。しかし、代理人ランフランコ・マッサが絵画を1日、日光に当てたためにワニスが溶けてしまい、その処置に1か月ほどかかったために5月27日に船で送られて、6月18日にジェノヴァに到着した。なお、1605年にカラヴァッジオはジェノヴァに逃亡して、ドーリア家の人々と接触していたため、マルカントニオ・ドーリアとも知り合ったはずである。

## 作品

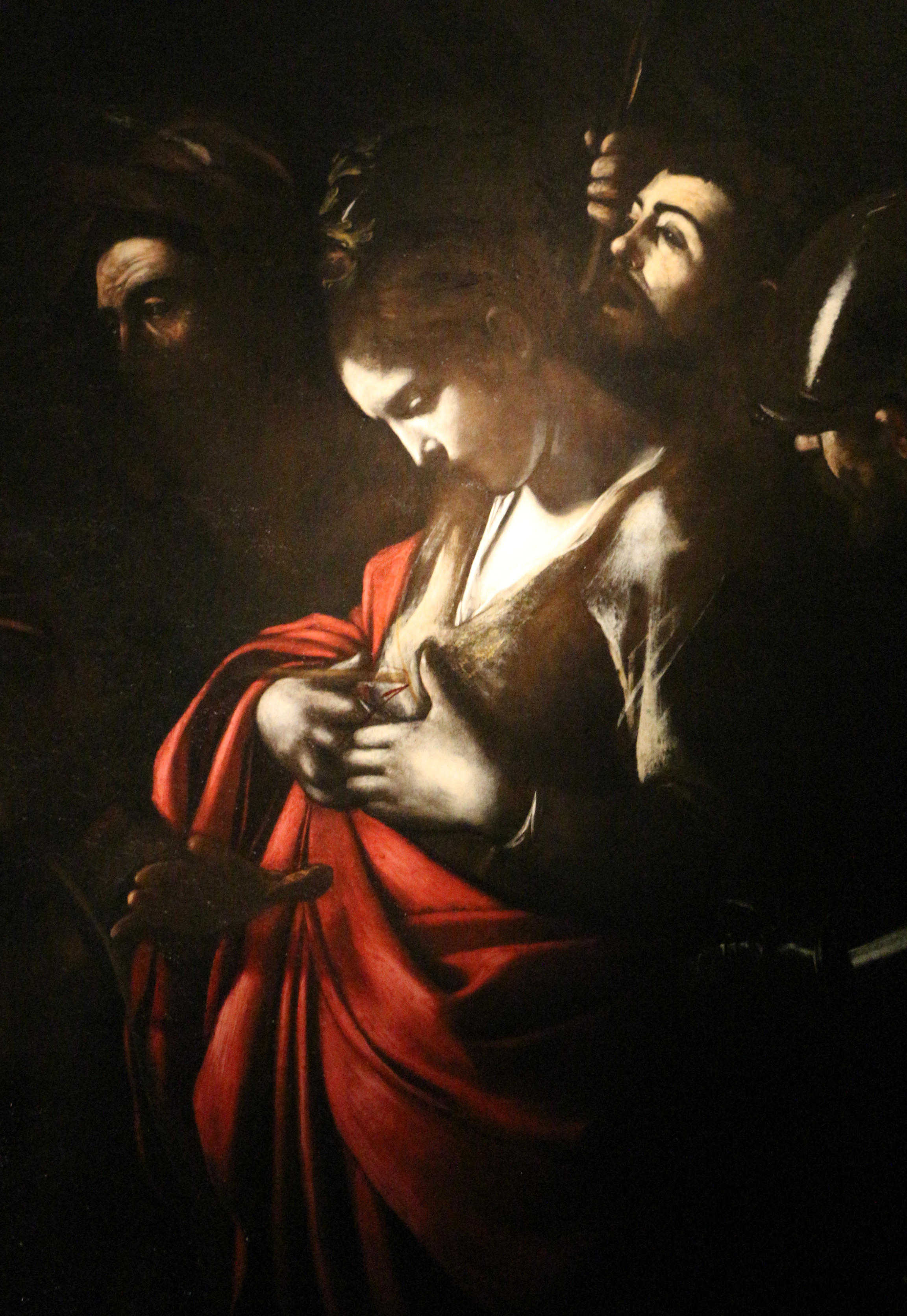
聖ウルスラの細部。2003-2004年の修復の後、中央の兵士の手が判明した。

『黄金伝説』によると、ブルターニュの王女ウルスラは異教徒の王子と結婚するにあたり、1万1千人の処女をともなって巡礼の旅に出る。ところが、帰途のケルンでフン族の襲撃に遭い、少女たちは虐殺された。ウルスラはフン族の王アッティラの妻になるよう迫られたが、拒絶したため矢で射られて殉教した。
資料が発見されるまで本作の主題が特定されなかった事実が示すように、カラヴァッジオの主題の描き方は独特である。通常、ウルスラはブルターニュ王女として冠を着け、殉教する少女たちとともに表されるが、カラヴァッジオはそうした伝統にしたがっていない。画家は、ウルスラが弓で射られる場面のみを表している。背景はわかりにくいが、アッティラのテントの中という設定になっている。カラヴァッジオ当時の鎧兜を着けたアッティラがウルスラを罵りながら、至近距離から矢を放ったところである。顔面蒼白のウルスラは矢の刺さった胸を両手で押さえて、矢を見つめながら沈思黙考するかのような表情である。その姿は、カラヴァッジオがシチリア島滞在時によく描いた人物に類似している。

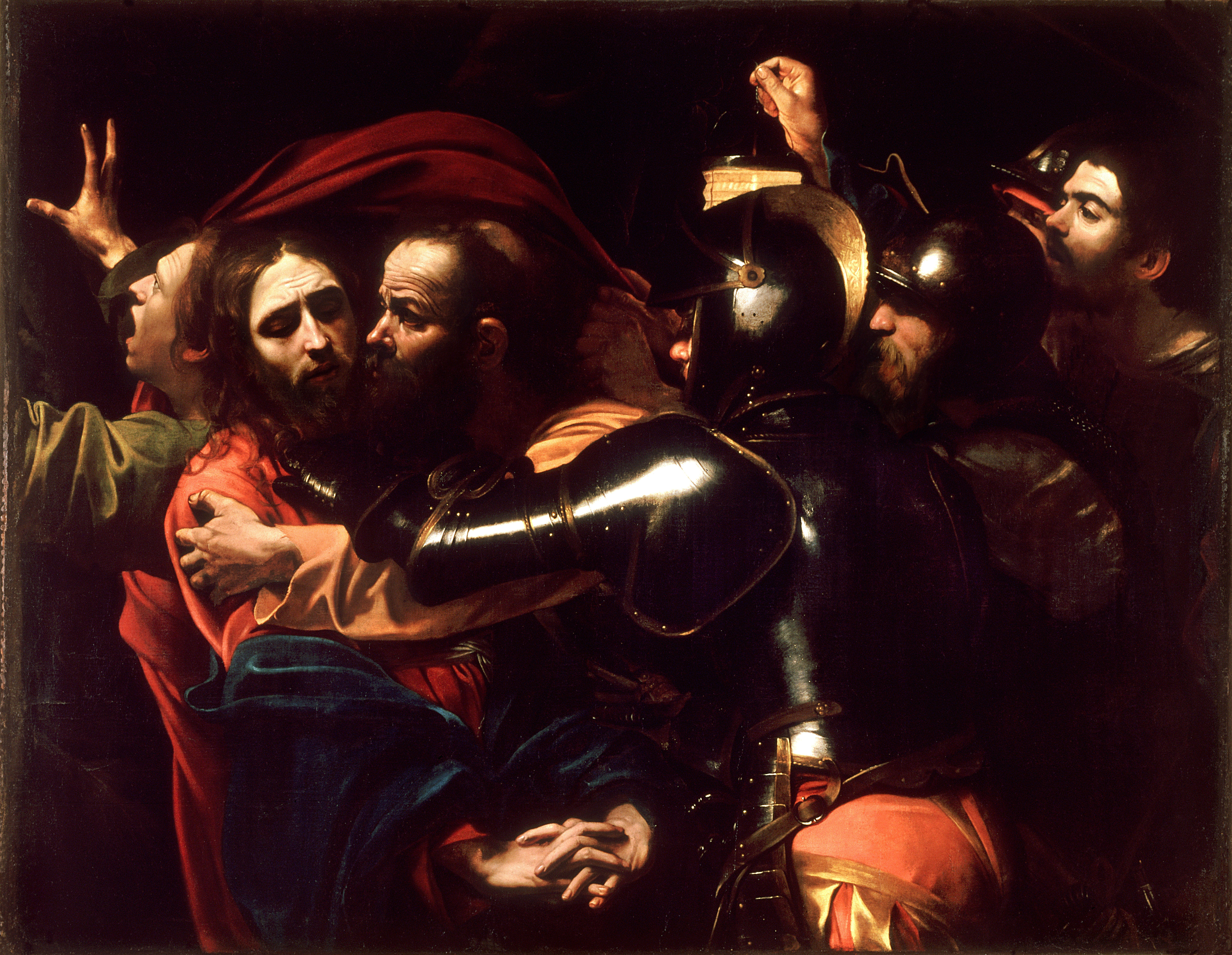
カラヴァッジオ『キリストの捕縛』 (1602年ごろ)、アイルランド国立美術館、ダブリン

最近の修復の結果、アッティラとウルスラの間に手が描かれていることが判明した。アッティラ同様、カラヴァッジオ当時の被り物を着けた中央の兵士が矢を止めようとして出した手のように見える。画面後景右側で叫ぶように、あるいは喘ぐように口を開けている人物の顔は、カラヴァッジオの最後の自画像である。
本作の全体の構想は『キリストの捕縛』 (アイルランド国立美術館、ダブリン) によく似ており、自画像が同じ位置に描かれていることに加え、後ろ向きの甲冑の男などが共通している。しかし、『キリストの捕縛』のような緊密な描写に比べると、すばやく制作したような粗放な描写や、地塗りが透けて見えるような薄塗りが際立ち、典型的な晩年様式を示している。光が主にウルスラを照らしている漆黒の闇の深い画面で、色彩は抑制され、アッティラとウルスラの赤の衣装が目立つのみである。